# Prekrivanka
Prekrivanke so tvorjenke iz dveh ali več besed in jih navadno tvorimo z izraznim prekrivanjem ter hkrati s krnjenjem ene ali dveh oz. obeh samostojnih besed. Nastanejo torej tako, da se podstavne besede, ki so deloma enake, v enakem delu prekrijejo (npr. opoldnevnik < opoldne + dnevnik). Najpogostejši vzorec je ta, da nova tvorjenka nastane iz prvega dela prve besede in zadnjega dela druge besede, vendar je prekrivni del lahko poljuben. V tem primeru je tvorcu prepuščeno, kolikšen del ene in druge besede bo vključil v novo tvorjenko, omejuje pa ga le njena izgovorljivost in pomenska prepoznavnost. V slovenščini imajo prekrivanke en naglas, iz njih pa lahko nastanejo višjestopenjske tvorjenke, npr. japanimacijski (Japan + animacija). Ime »prekrivanka« se je glede na način tvorjenja ponudilo iz procesa prekrivanje. Prekrivanje je po Toporišiču fonološki proces prekritja glasov navadno na morfemskem stiku ter je opredeljen na področju glasoslovja.

## Razvoj prekrivank
Tipologija prekrivank se je razvila v angleščini, ki se je nato vsaj do neke mere razširila tudi v slovenščino. Pojav prekrivank je v slovenščini moč opazovati predvsem od drugega desetletja 21. stoletja dalje. John Algeo (1977) je besedotvorne prekrivanke razdelil v dva osnovna tipa: sintagmatske in asociativne prekrivanke. 
- Sintagmatske: gre za skrčenje dveh besed, ki se zaporedno pojavljata v (jezikovnem) nizu; v novi prekrivanki združimo začetni del prve besede z zadnjim delom druge besede. Primer za to je slovenski zgled: znanstival < znanstveni + festival.
- Asociativne: so kombinacija navadno dveh besed, ki ju govorec poveže v mislih. Do povezave pride zaradi določene skupne lastnosti besed in ne zaradi sopojavljanja v jezikovnem nizu kot pri sintagmatskih. Skupna lastnost, ki poveže dve besedi, je lahko:

1. skupen morfem: hudobro < hudo + dobro
2. skupen ali podoben fonem: zlovenija < zlo + Slovenija
3. skupen ali podoben pomen: zverjasec < zver(ina) + merjasec

Velikokrat je povezava, ki združi izvorne besede, le izvirna, navadno tudi duhovita pomenska asociacija, ki je govorčeva zavestna stvaritev: fursolovski < FURSovski + pikolovski. 
V slovenščini so prekrivanke manj razširjene kot v angleščini, zato so prej izjema kot ustaljeni tip tvorbe. Možna razlaga je, da se k takem tvorjenju bolj nagibajo jeziki, kjer je zlaganje najpogostejši besedotvorni vzorec, npr. angleščina, nemščina. V slovenščini bi bile tako prekrivanke glede na način tvorbe najbližje sklopom.

## Tipi prekrivank v slovenščini
1. Prekrivanko sestavlja začetni del prve podstavne besede in celotna druga podstava
- smučanorija < smučarska + norija
- zelemenjava < zelenjava + menjava

2. Prekrivanko sestavlja celotna prva podstava in končni del druge podstave
- videodžej < video + didžej
- akvarobika < akva + aerobika

3. Prekrivanko sestavlja začetni del prve podstave in končni del druge podstave
- kočerja < kosilo + večerja
- znanstival < znanost + festival

4. Osrednji del prekrivanke je skupen obema podstavama, ki se prekrivata
- znanstival < znanstveni + festival
- nežnovanje < nežno + negovanje
- viskilometer < viski + kilometer

Obstaja vrsta iz angleščine prevzetih prekrivank iz podstavnih besed, ki sta splošno znani v obeh jezikih. Te potrjujejo ugotovitev, da prekrivanke najpogosteje nastajajo iz prvega dela prve podstavne besede in iz zadnjega dela druge podstavne besede: 
- angl. bankster (banker + gangster); sln. bankster (bankir + gangster)
- angl. presstitute (press + prostitute); sln. prestitutka (tisk + prostitutka)
- angl. Brexit (Britain + exit); sln. brexit (Britanija + odhod)

Posebnost so v slovenščino prevzete prekrivanke kot anglizmi. 
- smog < angl. smog < smoke + fog [dim + megla]
- motel < angl. motel < motor + hotel [motorno vozilo + hotel]

## Proces prekrivanja
Proces prekrivanja vključuje dva besedotvorna postopka; sklapljanje in krnitev. Oba procesa sproži sklapljanje kot izhodiščni proces, pri katerem pride do neposrednega združevanja besed iz govora v nov tvorjeni izraz. 
- Krnitev: v sodobnem slovenskem jezikoslovju je opredeljena kot opuščanje dela besede za to, da se dobi tvorbena prvina ali pa nova beseda. Rezultat krnitve je krn, ta lahko nato nastopa kot samostojna beseda (Iča < Mariča; Jago < Jagodic; mobi < mobitel).
- Sklapljanje: enote večdelne podstave sklopimo v novo besedo: seveda < se ve da; očenaš < oče naš.

Pri prekrivanju krne, pridobljene skozi postopek krnitve, s postopkom sklapljanja združimo v novo besedo, tako dobimo prekrivanko: ričota < ričet + rižota, kjer je leksem že uslovarjen. Pri sklopljenih krnih gre za prekrivanje v posameznih črkovnih sklopih kot presečnih množicah. 
Prekrivanke se lahko kot tvorjenke ustalijo v rabi in posledično uslovarijo, primer za to sta ričota, kočerja (kosilo + večerja). 
Ko se na morfemskem stiku prekrivajo samo določeni glasovi ali pa morfema oz. več morfemov, sodi prekrivanje tudi na morfonološko (oblikoglasno) področje. 
Pri nastajanju prekrivank je potrebno upoštevati dva osnovna pogoja, ki sta hkrati vzroka, da lahko govorimo o upravičenosti takih tvorb: 
1. Prekrivanka naj bo pomensko prepoznavna, smiselna in stilno učinkovita.
2. Stopnja krnitve posameznih podstavnih besed se prilagaja izgovorljivostnim zmožnostim v določenem jeziku in jo sproti določa tvorec.

## Primeri prekrivank
- mladinamit < mladina + dinamit
- opoldnevnik < opoldne + dnevnik
- nogomanija < nogomet + manija
- problemat < problem + avtomat
- genenjava < gen + zelenjava
- arafatistan < Afganistan + Arafat
- O.K.olje < OK + okolje + olje – okolju prijazno olje
- protestival < protestni festival
- Prekrivanka estradanje je lahko dvoumna: estrad-anje (novice iz sveta estrade), e-stradanje.

Predvsem se uporabljajo v praktičnosporazumevalnem jeziku, s čimer segajo v medijsko komuniciranje ter umetniško ustvarjanje. V leposlovju so odraz besedne ustvarjalnosti ter hkrati vplivne moči in stilne igrivosti jezika. V slovenščini imajo zaenkrat pretežno status priložnostnic, tj. tvorjenk, narejenih namensko za doseganje določenega slogovnega učinka (leposlovje) ali z namenom vplivanja (oglasi, reklamna besedila).
Leposlovje:
- Zverjasec < zver(ina) + merjasec (iz prepesnitve Milana Dekleve Zverjasec (2014) otroške pesnitve The Gruffalo; angl. Gruffalo < možna etimologija gruff(y) + buffalo [grób + bivol])
- Sladkonjak (iz prevoda Milana Dekleve romana Čarli in tovarna čokolade (2009), v angleškem originalu zloženka butterscotch)
- kotalkolesa (iz prevoda Milana Dekleve romana Čarli in tovarna čokolade (2009); v angleškem originalu zveza skating rinks)

Reklamna besedila:
Zgledi iz reklamnih besedil: 
- megastičen < mega + fantastičen
- šokastičen < šokanten + bombastičen
- hudobro < hudo + dobro (iz reklamne kampanje za avtomobile Škoda)
- džabest < džabe + best (Telekomov paket mobilne telefonije)
- viskilometer < viski + kilometer (iz kampanje proti vožnji pod vplivom alkohola)
- pivolan < pivo + volan (iz kampanje proti vožnji pod vplivom alkohola)
- znanstival < znanstveni/znanost + festival (vsakoletni ljubljanski festival dogodivščin, znanstvenih predavanj in eksperimentnih delavnic)
- šolimpijada < šol(sk)a + olimpijada (iz Mercatorjevega reklamnega letaka za šolske potrebščine)
- zelemenjava < zelenjava + (iz)menjava (izmenjava semen, sadik in zelenjave)
- fursolovski < FURSovski + pikolovski (pikolovski kot na Finančni upravi, torej davkariji)